# Oberurnen
Oberurnen és un municipi del cantó de Glarus (Suïssa).
Oberurnen va ser mencionat el 1340 com Obern Urannen.
Des de l'1 de gener de 2011 és una localitat de la nova comuna de Glaris Nord a la qual també van ser agregades les comunes de Bilten, Filzbach, Mollis, Mühlehorn, Näfels, Niederurnen i Obstalden.

## Geografia
Oberurnen està situada al nord del cantó, a prop del Llac de Walenstadt. L'antiga comuna limitava al nord amb la comuna de Niederurnen, a l'est amb Mollis, al sud amb Näfels, i a l'oest amb Innerthal (SZ) i Schübelbach (Cantó de Schwyz).

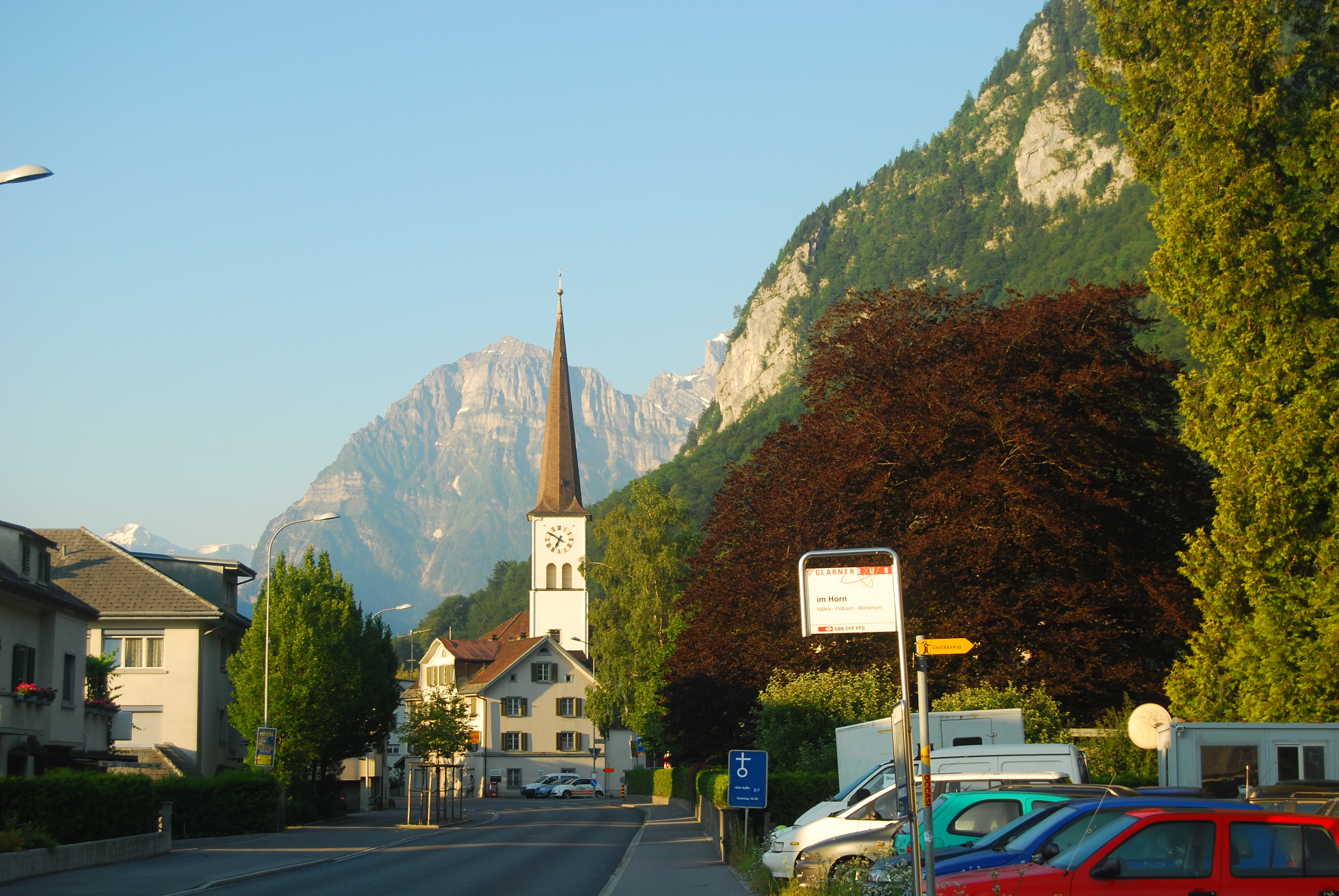
Vista de Oberurnen amb l'església al fons.